# Agaricus kroneanus
Agaricus kroneanus är en svampart som beskrevs av Ludwig Rabenhorst 1878. Agaricus kroneanus ingår i släktet champinjoner och familjen Agaricaceae.   Inga underarter finns listade i Catalogue of Life.